# Molophilus pictifemoratus
Molophilus pictifemoratus là một loài ruồi trong họ Limoniidae. Chúng phân bố ở miền Cổ bắc.